# المعرف بأل (نحو)
المعرف بأل هو أحد أنواع المعارف وأدناها رتبة من حيث التعريف، وأل التي تدخل عليه اختلف حرف التعريف فيها فقيل «أل» كاملة وقيل اللام فقط وقيل الألف، كما اختلف في همزتها هل هي همزة وصل أم همزة قطع.
وتنقسم «أل» المعرفة إلى عهدية وجنسية.
والعهد في أل العهدية ينقسم إلى: عهد ذكري، وعهد ذهني، وعهد حضوري.
وأل الجنسية تكون لثلاثة أغراض: لاستغراق الأفراد، ولاستغراق الصفات، ولبيان الماهية.
وتزاد أل في بعض الأسماء فلا تفيد التعرف وقد تكون زيادتها لازمة أو غير لازمة، وقد تصحب الأعلام بالغلبة.

## الاختلاف في المُعرِّف
اختلف النحاة في حرف التعريف على ثلاثة أقوال:
1. أنها (أل)، وهو قول الخليل، وابن كيسان[1]، وهو الذي رجحه ابن مالك وابن هشام[2]، ونسبه ابن مالك في شرح التسهيل إلى سيبويه.[3]
2. أنها اللام فقط، والهمزة همزة وصل، وهو مذهب أكثر المتأخرين من النحاة،[1] وهو منسوب للأخفش،[4] ونسبه أكثر النحاة -ومنهم ابن مالك في شرح الكافية الشافية- إلى سيبويه.[5]
3. أن المعرف ‌الهمزة ‌وحدها، واللام زائدة للفرق بينها وبين همزة الاستفهام، وهو مذهب المبرد، وهذا القول أضعف الأقوال لذلك لم يذكره أكثر النحاة في الاختلاف في «أل».[4]

واختلف اصحاب القول الأول في الهمزة هل هي همزة وصل أم همزة قطع، فقال الخليل: همزة قطع، ونصره ابن مالك من ستة أوجه، وقال سيبويه: همزة وصل. وهو قول جمهور النحاة، ونصره أبو حيان.

## أقسام «أل» التعريفية

### أل العهدية
والعهد فيها ينقسم إلى ثلاثة أقسام:
- عهد ذكري، وهي التي يذكر مصحوبها نكرة ثم يعاد بها، نحو: ﴿مَثَلُ نُورِهِۦ كَمِشۡكَوٰةࣲ فِیهَا مِصۡبَاحٌ ٱلۡمِصۡبَاحُ فِی زُجَاجَةٍ ٱلزُّجَاجَةُ كَأَنَّهَا كَوۡكَبࣱ دُرِّیࣱّ﴾ [النور:35]، ﴿كَمَاۤ أَرۡسَلۡنَاۤ إِلَىٰ فِرۡعَوۡنَ رَسُولࣰا ۝١٥ فَعَصَىٰ فِرۡعَوۡنُ ٱلرَّسُولَ﴾ [المزمل:15-16] ونحو: اشتريت فرسًا ثم بِعتُ الفرس. فيكون الثاني المعرف بأل عين الأول الذي جاء نكرة غالبًا.[8]

وعلامتها أن يصح إبدالها مع مصحوبها بالضمير فتقول: اشتريت فرسًا ثم بعته.
وإذا كررت نكرة فإنه الثانية غير الأولى، نحو: اشتريت كتابًا، ثم بعت كتابًا. فالكتاب المشترى غير المبيع، وقد نظم السيوطي هذه القاعدة فقال:
- عهد ذهني علمي، وضابطها أن يكون بين المخاطب والمتكلم عهد في شيء معين، نحو: ﴿إِذۡ یُبَایِعُونَكَ تَحۡتَ ٱلشَّجَرَةِ﴾ [الفتح:18]، ﴿إِذۡ هُمَا فِی ٱلۡغَارِ﴾ [التوبة:40]، فأل في «الشجرة» للعهد الذهني، ونحو: قال الرئيس كذا.[8]
- عهد حضوري، وهي التي يكون مصحوبها حاضرًا حال الخطاب. نحو: ﴿ٱلۡیَوۡمَ أَكۡمَلۡتُ لَكُمۡ دِینَكُمۡ﴾ [المائدة:3]، أنا اليوم صائم، جاء هذا الرجل.[8]

وابن عصفور يحصر «أل» الحضورية في:
1. الواقعة بعد اسم الإشارة، نحو: جَاءَنِي هَذَا الرجل.
2. الواقعة بعد «أي» في النداء، نحو: نَحْو يَا أَيهَا الرجل.
3. الواقعة بعد «إذا» الفجائية، نحو: خرجت فَإِذا الْأسد.
4. الداخلة على اسم الزمان الحاضر نحو الآن والساعة، ما في معناهما.

ونقل ابن هشام كلامه قائلاً: «وَفِيه نظر تَقول لشاتم رجل بحضرتك لَا تَشْتُم الرجل فَهَذِهِ للحضور فِي غير مَا ذكر وَلِأَن الَّتِي بعد إِذا لَيست ‌لتعريف ‌شَيْء ‌حَاضر حَالَة التَّكَلُّم فَلَا تشبه مَا الْكَلَام فِيهِ وَلِأَن الصَّحِيح فِي الدَّاخِلَة على الْآن أَنَّهَا زَائِدَة لِأَنَّهَا لَازِمَة وَلَا يعرف أَن الَّتِي للتعريف وَردت لَازِمَة بِخِلَاف الزَّائِدَة»

### أل الجنسية
وهي ثلاثة أقسام:
- لاستغراق الأفراد، وهي التي تحل «كل» محلها حقيقة، ويصح الاستثناء من مدخولها، نحو:﴿إِنَّ ٱلۡإِنسَـٰنَ لَفِی خُسۡرٍ ۝٢ إِلَّا ٱلَّذِینَ ءَامَنُوا۟ وَعَمِلُوا۟ ٱلصَّـٰلِحَـٰتِ وَتَوَاصَوۡا۟ بِٱلۡحَقِّ وَتَوَاصَوۡا۟ بِٱلصَّبۡرِ﴾ [العصر:2-3]، أي: إن كل إنسان لفي خسر،﴿وَخُلِقَ ٱلۡإِنسَـٰنُ ضَعِیفࣰا﴾ [النساء:28] أي: خلق كل إنسان ضعيفًا.[9]
- لاستغراق الصفات، وهي التي يحل محلها «كل» مجازًا، نحو: أنت الرجل. أي المستجمع لصفات الرجولة، ونحو: أنت الرجل علمًا.[9]
- لتعريف الماهية: وهي التي لا تحل «كل» محلها لا حقيقة ولا مجازًا، نحو: ﴿وَجَعَلۡنَا مِنَ ٱلۡمَاۤءِ كُلَّ شَیۡءٍ حَیٍّ﴾ [الأنبياء:30]،[9] ونحو: الرجل أقوى من المرأة، فالمراد أن جنس الرجال أقوى من جنس النساء، ولا يمنع أن تكون هناك امرأة أقوى من بعض الرجال.

## تعريف العدد
لتعريف العدد أحوال:
- إذا كان لفظ العدد مفردًا، تدخل عليه أل مباشرة، نحو: العشرون طالبًا.
- إن كان مضافًا فالأحسن إدخالها على المضاف إليه، نحو: ثلاثة الكتب، ويجوز عند الكوفيين إدخالها على المضاف والمضاف إليه: الثلاثة الكتب.
- إذا كان العدد مركبًا، فيعرف بإدخال «أل» على الجزء الأول منه، نحو: جاء الاثنا عشر رجلًا.
- إذا كان معطوفًا تدخل على كل المعطوفات، نحو: أنفقتُ الواحد والعشرين درهمًا.

ونظمها الأجهوري فقال:

## زيادة «أل»
قد تزاد «أل» فلا تفيد التعريف، وقد تكون زيادتها لازمة وغير لازمة.

### زيادة «أل» اللازمة
وذلك في مواضع:
- أعلام قُرِنت بأل حال وضعها، سواء قارنت ارتجاله أو نقله، نحو: اللات، العزى، والسموأل، واليسع.[13]
- اسم الزمان «الآن» على قول الجمهور،[13] وخالف ابن عصفور فقال هي للعهد الحضوري،[8] ورد عليه ابن هشام بأنها لازمة لم يُسمع سقوطها، فهذا دليل زيادتها.[9]
- الأسماء الموصولة، نحو: «الذي، والتي، اللذان، اللتان، الذين، اللاتي».[14]

### زيادة «أل» غير اللازمة
وذلك:
- للضرورة الشعرية، نحو قول الشاعر:

حيث أتى بـ«أل» ليتوصل إلى جر «أوبر» بالكسرة إذ إنه ممنوع من الصرف.
وقول الشاعر:
حيث أن «النفس» تمييز واجب التنكير عند البصريين، فـ«أل» الداخلة عليه زائدة للضرورة.
- الزيادة في بعض الأعلام المنقولة للإشارة أن أصل هذه الأعلام منقولة مما يقبل أل. نحو: الفضل والحارث والقاسم والحسن والحسين والوليد والعبَّاس والضحَّاك والنعمان، والليث. وهذا الباب سماعي. وذكر «أل» هذه وحذفها سواء، لأن هذه الألفاظ أعلام، معرفة بالعلمية.[15]

ومن هذا الباب أسماء الأيام: السبت، الأحد.

### الأعلام بالغلبة المصحوبة بأل
العَلَم بالغلبة: كل اسم اشتهر به بعض ما له معناه. ومنه ما يكون مصحوبًا بأل نحو:
- النابغة: يطلق على كل من نبغ في شيء معين ثم صار علمًا على نابغة ذبيان.
- الأعشى: يطلق على من لا يبصر ليلًا ثم صار علمًا على الأعشى الشاعر.
- الصديق: يطلق على كل من اشتهر بالصدق، ثم صار علمًا على الصحابي أبي بكر .
- البيت: الأصل فيه يتناول كل بيت ثم صار علمًا على البيت الحرام.
- العقبة: الأصل فيها لكل ما كان صاعًدا في الجبل، ثم صات علمًا على عقبة مِنَى، أو عقبة إيليا.

ومن ذلك أسماء الأيام فهي أعلام بالغلبة على الأرجح، خلافًا للمبرد، نحو: السبت، الأحد، الإثنين .
وتحذف «أل» هذه عند النداء والإضافة وجوبًا، نحو: يا صدِّيق، يا فاروق، يا أعشى. أعشى باهلة، نابغة ذبيان، وعقبة إيليا.
وسُمِعَ من العرب حذفها في غير النداء والإضافة وهو قليل: نحو: هذا يوم إثنين مباركًا، وهذا عيُّوق طالعًا.

### بيانات المراجع المطبوعة كاملة
- جلال الدين السيوطي. همع الهوامع في شرح جمع الجوامع. المكتبة التوفيقية - القاهرة.
- ابن مالك، جمال الدين أبو عبد الله محمد بن عبد الله بن مالك الطائي الجياني (1410هـ). د. عبد الرحمن السيد، د. محمد بدوي المختون (المحرر). شرح تسهيل الفوائد (ط. الأولى). هجر للطباعة والنشر والتوزيع والإعلان.
- ابن مالك، جمال الدين أبو عبد الله محمد بن عبد الله بن مالك الطائي الجياني (1402هـ). عبد المنعم أحمد هريدي (المحرر). شرح الكافية الشافية (ط. الأولى). جامعة أم القرى مركز البحث العلمي وإحياء التراث الإسلامي - مكة.
- أبو حيان الغرناطي (1418 هـ). د. حسن هنداوي (المحرر). التذييل والتكميل في شرح كتاب التسهيل (ط. الأولى). دار القلم - دمشق. {{استشهاد بكتاب}}: تحقق من التاريخ في: |سنة= (مساعدة)
- خالد بن عبد الله بن أبي بكر بن محمد الجرجاويّ الأزهري (1421هـ). شرح التصريح على التوضيح (ط. الأولى). دار الكتب العلمية، بيروت.
- جلال الدين السيوطي (1433). عقود الجمان في علم المعاني والبيان. تحقيق: عبد الحميد ضحا (ط. الأولى). دار الإمام مسلم - القاهرة.